# Carausius

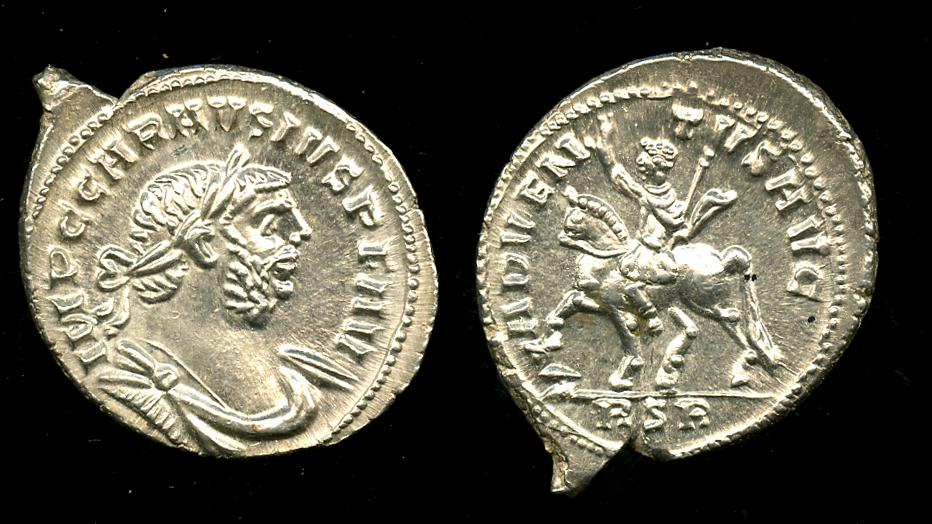
Zilveren denarius van Carausius met zijn portret op de voorzijde en het symbool van zijn aantreden, de keizer te paard, op de keerzijde

Marcus Aurelius Mausaeus Carausius (vermoord in 293) was een Romeinse keizer van 286 tot 293. Niet te verwarren met Marcus Aurelius Antoninus Augustus. Hij was de drijvende kracht achter de Carausiaanse opstand en heerser over het noorden van het Gallische keizerrijk en Britannia tegen keizer Maximianus en diens medekeizer Diocletianus. Hij was dus een usurpator.

## Afkomst
Carausius was een Menapiër, die zich tijdens Maximianus' campagne in 286 tegen de Bagaudae-rebellen in het noorden van Gallië had weten te onderscheiden. Dit succes en zijn vroegere beroep van loods brachten hem een benoeming tot commandant van de Classis Britannica, een Romeinse vloot die in Het Kanaal was gestationeerd, met de verantwoordelijkheid om Frankische en Saksische piraten, die de kusten van Armorica en Gallia Belgica onveilig maakten, te elimineren. Hij werd er echter van verdacht om buitgemaakte schatten achter te houden en om de piraten toe te staan eerst raids uit te voeren en zich te verrijken alvorens actie tegen hen te ondernemen. Ook zou hij voormalige piraten als bemanningslid op zijn vloot hebben aangeworven. Op basis van deze verdenkingen beval Maximianus zijn executie.

## Afscheiding van het Romeinse Rijk
In het najaar van 286 of in begin 287 raakte Carausius van dit bevel op de hoogte. Carausius verkeerde blijkbaar in een positie dat hij niet passief zijn einde hoefde af te wachten. Hij reageerde door zichzelf tot keizer van Britannia en Noord-Gallië uit te roepen. Hij beschikte over zijn vloot, aangevuld met nieuwe schepen die hij had laten bouwen, over drie legioenen, die in Brittania waren gestationeerd, over een legioen dat hij in Gallia had geformeerd en over een aantal eenheden Frankische hulptroepen, gerecruteerd met krijgsbuit. Hij nam ook een deel van de Gallische koopvaardijschepen in beslag. Bovendien deed hij een beroep op huurlingen van buiten het Romeinse rijk, die werden aangetrokken met het vooruitzicht op geldelijk gewin.
De Britse historicus Sheppard Frere vroeg zich af hoe Carausius zich de steun van de legioenen in Britannia kon verwerven, als hij zelf een zeecommando voerde. Hij speculeert dat Carausius misschien betrokken was bij een verder niet opgetekende overwinning in Britannia in 285 n.Chr. Deze overwinning zou verband houden met de aanname door Diocletianus van de titel Britannicus Maximus. Ook heeft men tekenen van vernietiging in Romeins-Britse steden aangetroffen rond het jaar 285. De campagne tegen de Bagaudae was overduidelijk op het land en kan de verklaring zijn voor Carausius' populariteit bij het leger. Mogelijk kon Carausius, als de beschuldigingen tegen hem juist zouden zijn, de loyaliteit van het leger ook hebben kunnen kopen.

## Hereniging
Met de hulp van deze troepen en zijn vloot, aangevuld met de steun van Franken en Britten, had Carausius een sterke positie. In 289 mislukte een invasie van Brittannië om hem af te zetten door een storm. Carausius trachtte tot overeenstemming te komen met Maximianus en diens mede-heerser Diocletianus, maar zij zonden generaal Constantius Chlorus om de rebellie neer te slaan. Er wordt gespeculeerd (onder meer door de historicus S.S. Frere) dat de rebellie van Carausius een bedreiging was voor Diocletianus' visie van een sterke, gecentraliseerde regering gebaseerd op zijn tetrarchie.
Rond 293 had Constantius Chlorus de macht over Noord-Gallië en had hij de haven van Gesoriacum (Boulogne-sur-Mer) weer terugveroverd. Ook had hij het Gallische legioen weer aan zijn kant gekregen. Deze steunpunten waren voor Carausius van groot belang. Hij werd echter in 293 door zijn rentmeester Allectus vermoord.

## Legende
De middeleeuwse kroniekschrijver Geoffrey of Monmouth verhaalt dat Allectus met drie legioenen werd gestuurd om Carausius te vermoorden, en Brittannië weer onder Romeins gezag te brengen. In plaats daarvan nam Allectus het Britse koningschap over. Ook vertelt hij dat Carausius het koningschap over de Britten verkreeg ten koste van Caracalla, die driekwart eeuw daarvoor vermoord was. Toen zou Carausius erin geslaagd zijn de Picten aan zijn zijde te krijgen in de strijd tegen de Romeinen. Caracalla werd gedwongen Brittannië te ontvluchten en het land bleef onder Carausius' bestuur. Hij zou de Picten grote stukken land hebben gegeven in Alba waar zij zich vestigden en huwden met Britse vrouwen. Maar deze fabel berust niet op waarheid.